# Elberfelder Stadtbrand 1687

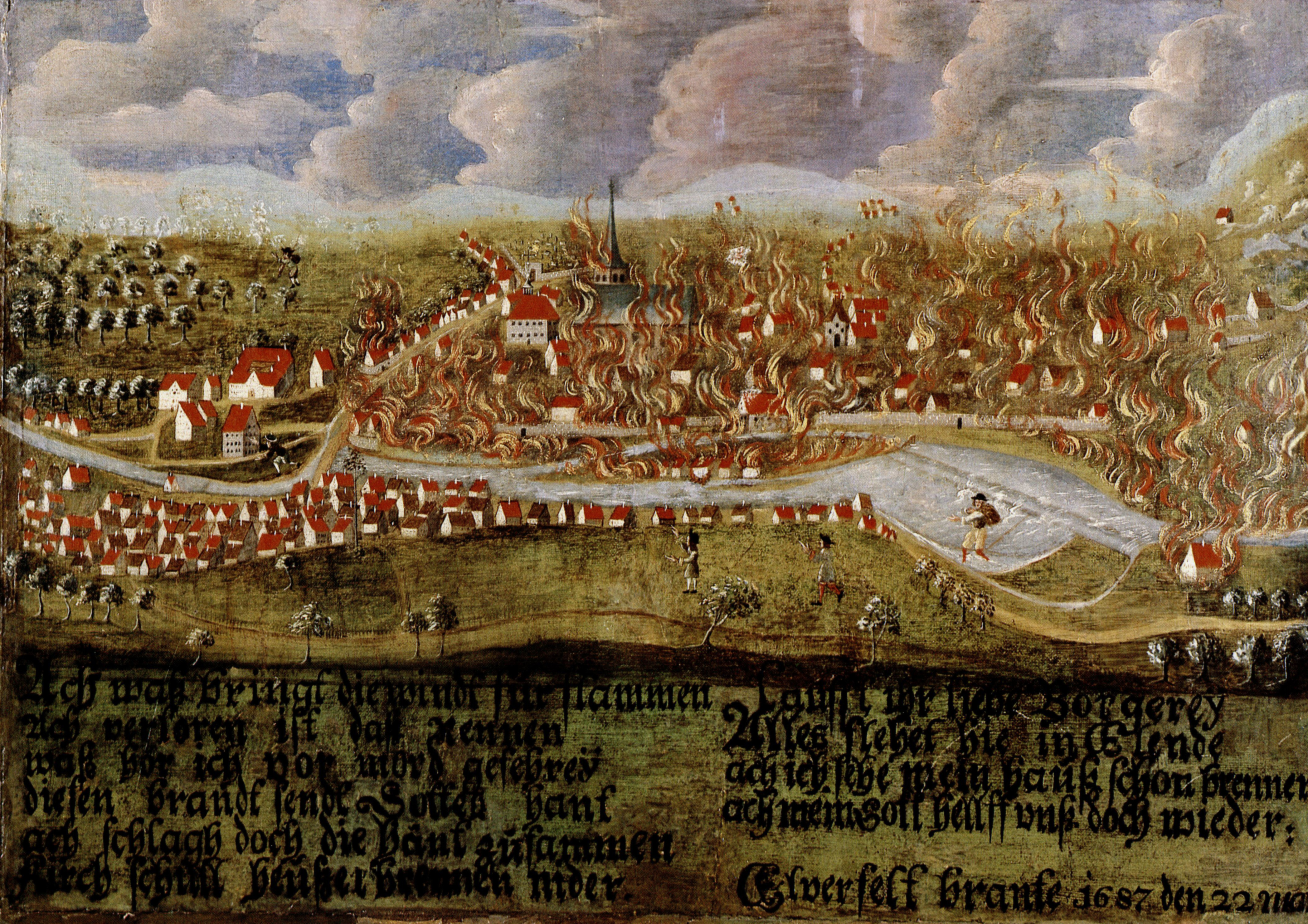
Elberfeld während des Brandes von 1687, Gemälde von Ch. Schalch um 1710

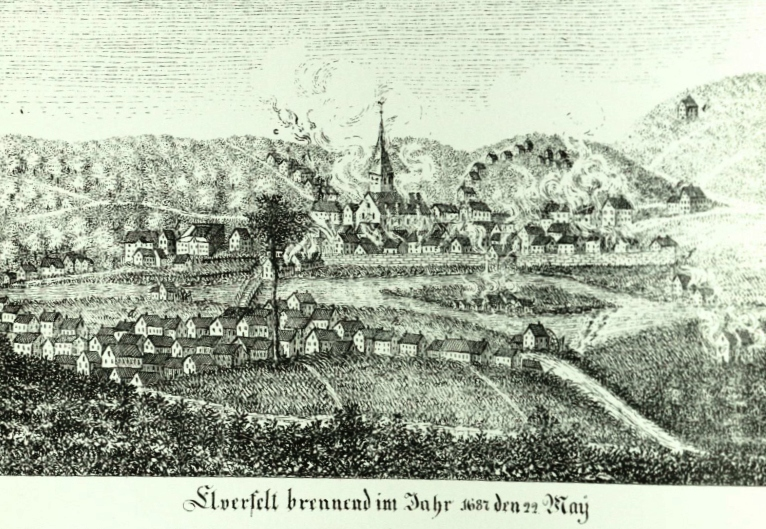
Kupferstich mit dem Motiv des Stadtbrandes (1819/20)

Beim Elberfelder Stadtbrand am 22. Mai 1687 wurde die gesamte Stadt Elberfeld bis auf fünf Häuser durch Feuer vernichtet. Zehn Menschen kamen dabei ums Leben.

## Der Brand und die Folgen
150 Jahre zuvor, am 18. April 1536, hatte es in Elberfeld einen ersten großen Stadtbrand gegeben. Diesem fielen ein Großteil der Burg und der Freiheit Elberfeld zum Opfer. Jahrzehntelang bestimmten die Trümmer das Stadtbild.
Im Jahr 1687 hatte Elberfeld etwa 2500 bis 3000 Einwohner, die rund 400 Häuser bewohnten. Die Stadt erholte sich in diesen Jahren wirtschaftlich vom Dreißigjährigen Krieg, und es entstanden neue Bauten, darunter auch zwei Schulen.
Das Feuer brach im Süden der Stadt in einem Armenviertel aus und breitete sich durch einen starken Südwind in kürzester Zeit in der ganzen Stadt aus, die fast ausschließlich aus Fachwerkhäusern bestand. Nach rund drei Stunden war die Stadt einschließlich des 1660 erbauten Rathauses und der Reformierten Kirche (heute CityKirche Elberfeld), trotz ausgiebiger Löschversuche, bis auf die Grundmauern abgebrannt. Auch die Lateinschule (heute Wilhelm-Dörpfeld-Gymnasium) fiel dem Feuer zum Opfer, dessen Gebäude sich bis dahin auf dem Kirchhof dieser Kirche befunden hatte. Die bis dahin geführten Akten und Urkunden der Stadt wurden sämtlich zerstört.
Da an diesem Tag Christi Himmelfahrt war, hielten sich viele Menschen nicht zu Hause auf. Die ärmeren Elberfelderinnen und Elberfelder wohnten einem Nachmittagsgottesdienst in der Kirche bei, die besseren Schichten feierten eine Doppelhochzeit im Rathaus. Daher gab es nur zehn Todesopfer: eine Frau, drei Männer und sechs Kinder.
Der Wiederaufbau der Stadt gelang relativ rasch, da Kurfürst Johann Wilhelm („Jan Wellem“) der Stadt und jedem, der sich in ihr ansiedeln wollte, für 20 Jahre sämtliche Steuern erließ. Der Wiederaufbau des Rathauses begann 1707, die neue Schule eröffnete 1718. Das lockte wiederum neue Bürger an, unter anderem viele Protestanten aus Köln. Da die Bleichen am Wupperufer vom Feuer verschont worden waren, konnte sich das Wirtschaftsleben in Elberfeld nach dem großen Brand bald erholen.